# Audi 200 quattro
De Audi 200 quattro, voluit Audi 200 T quattro, is een rallyauto die door Audi werd ingezet in het Wereldkampioenschap Rally, in het seizoen 1987.

## Geschiedenis
Nadat de Groep B klasse vanaf het seizoen 1987 een competitieverbod kreeg opgelegd, was het zoeken voor de constructeurs een geschikte opvolger te vinden in de vervangende Groep A klasse. Audi had ten tijde van Groep B al een aantal modellen gehomologeerd voor Groep A, zoals de 80 quattro en Coupé quattro, maar deze beschikten beide niet over een turbo, wat inmiddels in 1987 wel een norm werd voor deze klasse. Dus kozen ze hun rallyauto te baseren op het 200-model, en doopten deze om tot '200 T quattro', waar de letter 'T' stond voor turbo. In tegenstelling tot zijn concurrenten, was de 200 quattro groot en zwaar, en werd het daarom niet gezien als een potentiële winnaar. Volgens officiële cijfers produceerde de motor zo'n 238 Pk. Ervan uitgaand dat deze gebaseerd was op 182 Pk sterke motor, waren dit gezien de korte ontwikkelingstijd
goede cijfers, al bleken de berichten gedurende het seizoen aan te tonen dat deze zo hoog als 270 Pk lagen. Net als zijn voorgangers maakte de auto gebruik van het quattro vierwielaangedreven systeem.

### Competitief
De auto debuteerde in de handen van Walter Röhrl tijdens de seizoensopener van 1987 in Monte Carlo, waar Röhrl een bemoedigende derde plaats behaalde. Het tweede optreden kwam tijdens de Safari Rally, waar de sterke 200 quattro tot zijn recht bleek te komen. Waar menig concurrentie getroffen werd door problemen, bleef Audi ongeschonden en scoorde ze een historisch top twee resultaat met Hannu Mikkola als winnaar en Röhrl eindigend op plaats twee. Dit bewees tevens de eerste overwinning in de Safari voor een vierwielaangedreven auto. Nadien verschenen beide rijders nog aan de start in Griekenland, waar Röhrl in zijn laatste WK-optreden uitviel en Mikkola als derde eindigde, alhoewel op verre afstand van de twee Lancia's voor hem, wat gezien werd als een teleurstelling. Mikkola startte nog in Finland, maar verdween vroegtijdig uit de wedstrijd. Audi zag geen heil meer in het programma en keerden niet meer als fabrieksinschrijving terug in het WK Rally, waardoor het succesverhaal van het team vrij onzichtbaar tot een einde kwam.
De 200 quattro vormde daarna de basis voor een zogenaamde Trans-Am auto voor op het circuit, waar Audi zich vanaf 1988 op ging richten.

## Specificaties
| Audi 200 quattro      | Audi 200 quattro    | Audi 200 quattro             |
| --------------------- | ------------------- | ---------------------------- |
| Carrosserie           | Merk                | Audi                         |
| Carrosserie           | Type                | 200 T quattro                |
| Carrosserie           | Body                | Sedan, 4-deurs               |
| Carrosserie           | Materiaal           | Staal en kevlar              |
|                       |                     |                              |
| Afmetingen en gewicht | Lengte              | 4807 mm                      |
| Afmetingen en gewicht | Breedte             | 1814 mm                      |
| Afmetingen en gewicht | Hoogte              | 1422 mm                      |
| Afmetingen en gewicht | Wielbasis           | 2687 mm                      |
| Afmetingen en gewicht | Spoorbreedte voor   |                              |
| Afmetingen en gewicht | Spoorbreedte achter |                              |
| Afmetingen en gewicht | Gewicht             | 1250 kg                      |
|                       |                     |                              |
| Technisch             | Motor               | 5 cilinder in lijn, Turbo    |
| Technisch             | Motor positie       | Voor, longitudinaal          |
| Technisch             | Capaciteit          | 2200 cc                      |
| Technisch             | Boring × Slag       |                              |
| Technisch             | Ventielen per cil.  | 2                            |
| Technisch             | Nokkenas            |                              |
| Technisch             | Vermogen            | 238 Pk/6000 tpm              |
| Technisch             | Max. koppel         | 330 Nm/4000 tpm              |
| Technisch             | Verbranding         | Injectie                     |
| Technisch             | Transmissie         | Handmatige 5-versnellingsbak |
| Technisch             | Aandrijving         | 4x4                          |
| Technisch             | Ophanging           |                              |

## Complete resultaten in het Wereldkampioenschap Rally
| Seizoen | Rijders       | 1   | 2   | 3   | 4   | 5   | 6   | 7   | 8   | 9   | 10  | 11  | 12  | 13  | Pos. | Punten |
| ------- | ------------- | --- | --- | --- | --- | --- | --- | --- | --- | --- | --- | --- | --- | --- | ---- | ------ |
| 1987    |               | MON | ZWE | POR | KEN | FRA | GRI | VST | NZL | ARG | FIN | IVK | ITA | GBR | 2    | 82     |
| 1987    | Walter Röhrl  | 3   |     |     | 2   |     | NF  |     |     |     |     |     |     |     | 2    | 82     |
| 1987    | Hannu Mikkola |     |     |     | 1   |     | 3   |     |     |     | NF  |     |     |     | 2    | 82     |